# Kiera Cameron
Kiera Cameron est un personnage de fiction de la série télévisée canadienne Continuum. Elle est interprétée par Rachel Nichols.

## Histoire du personnage
Kiera Cameron est une « protectrice », un agent des forces de l'ordre de la ville de Vancouver en 2077, qui est renvoyée par erreur dans le passé avec les membres de l'organisation terroriste Liber8 lors de leur tentative d'évasion au moment de leur exécution programmée,.
En 2012, séparée de sa ligne de temps originelle, elle rejoint le département de police de Vancouver. Elle utilise son nouveau poste de policière et la technologie du futur qu'elle a apportée avec elle pour contrecarrer les plans des membres de Liber8 qui tentent de modifier le cours de l'histoire. Son objectif principal est de revenir en 2077, afin de retrouver son mari et son fils.
Au début de la Saison 3, Kiera voyage dans le temps pour revenir une semaine plus tôt et empêcher Alec Sadler tente de modifier l'histoire, mais les changements qui se produisent dans cette nouvelle ligne de temps occasionnent la mort d'une autre version de Kiera Cameron, tandis que celle de la ligne temporelle originale reste vivante.
Dans le dernier épisode de la série (saison 4), Kiera parvient finalement à revenir dans le Vancouver de 2077, mais dans une autre ligne de temps que celle dont elle est originaire. Elle observe de loin une autre version d'elle-même et de « son fils ». Bien qu'elle ne puisse plus jamais être avec son fils et son mari, elle se rend compte grâce aux paroles d'Alec qu'elle peut au moins aimer et voir grandir cette autre version de son fils, à distance, dans cette nouvelle ligne de temps.